# فراکتال

برفدانه کُخ ساده‌ترین نوع فراکتال است.

فراکتال مندلبرو یک فراکتال سه‌بعدی از مجموعه مندلبرو می‌باشد که به‌وسیله دانیل وایت و پاول نایلاندر ساخته شده‌است.

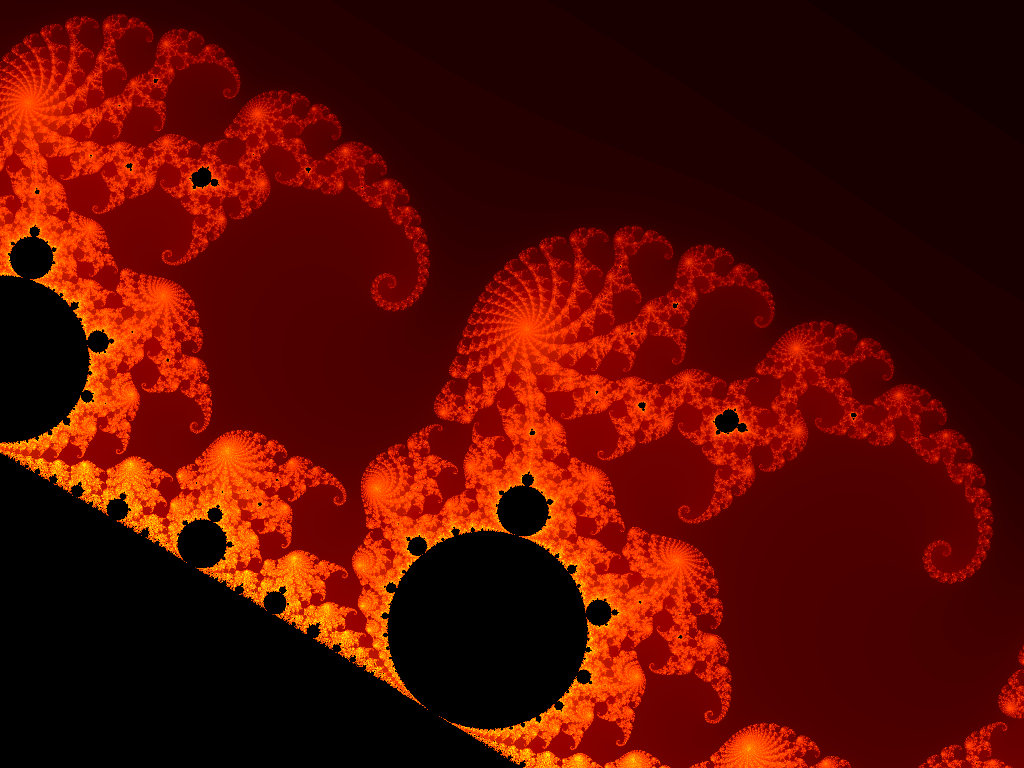
فراکتالی از مجموعه مندلبرو

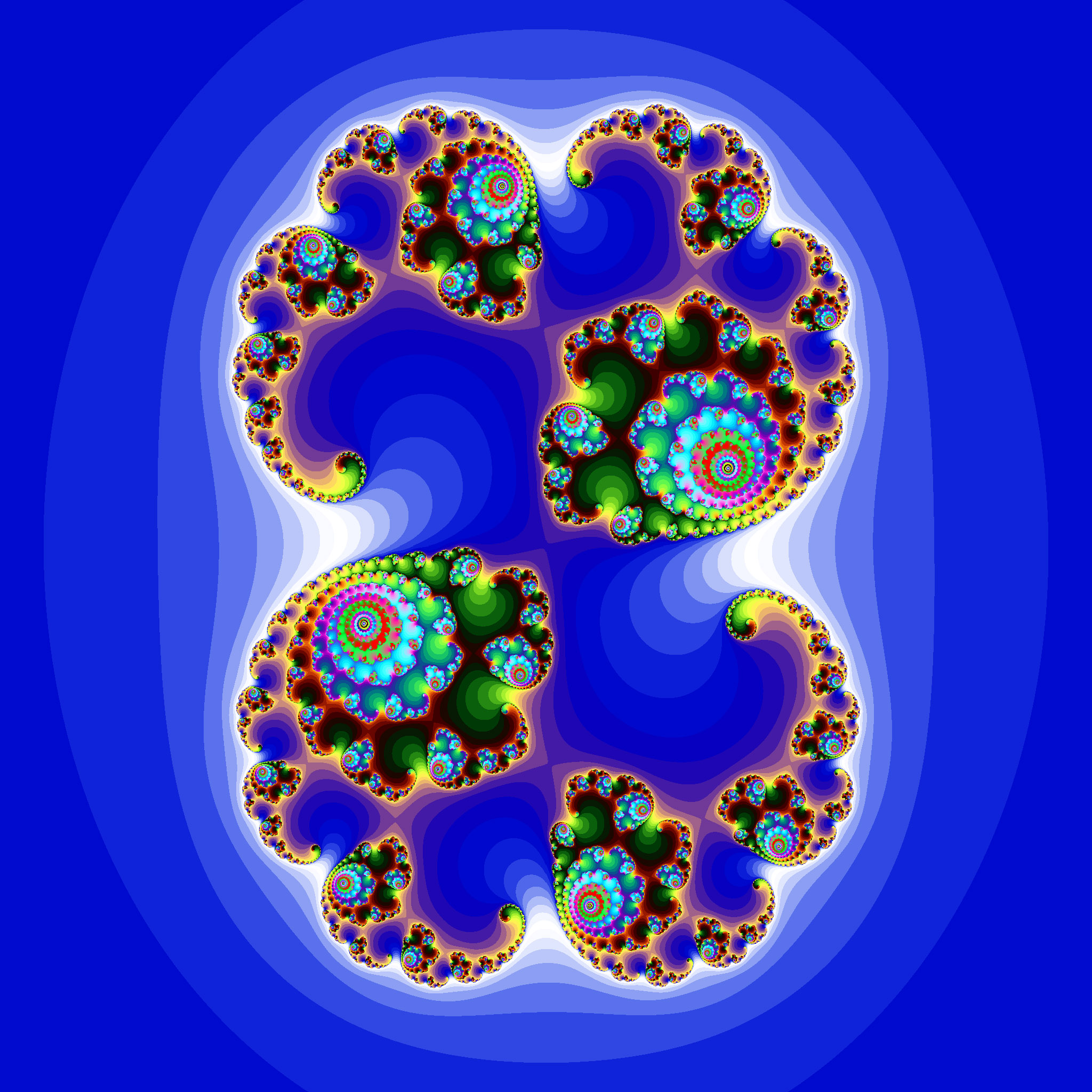
مجموعه ژولیا

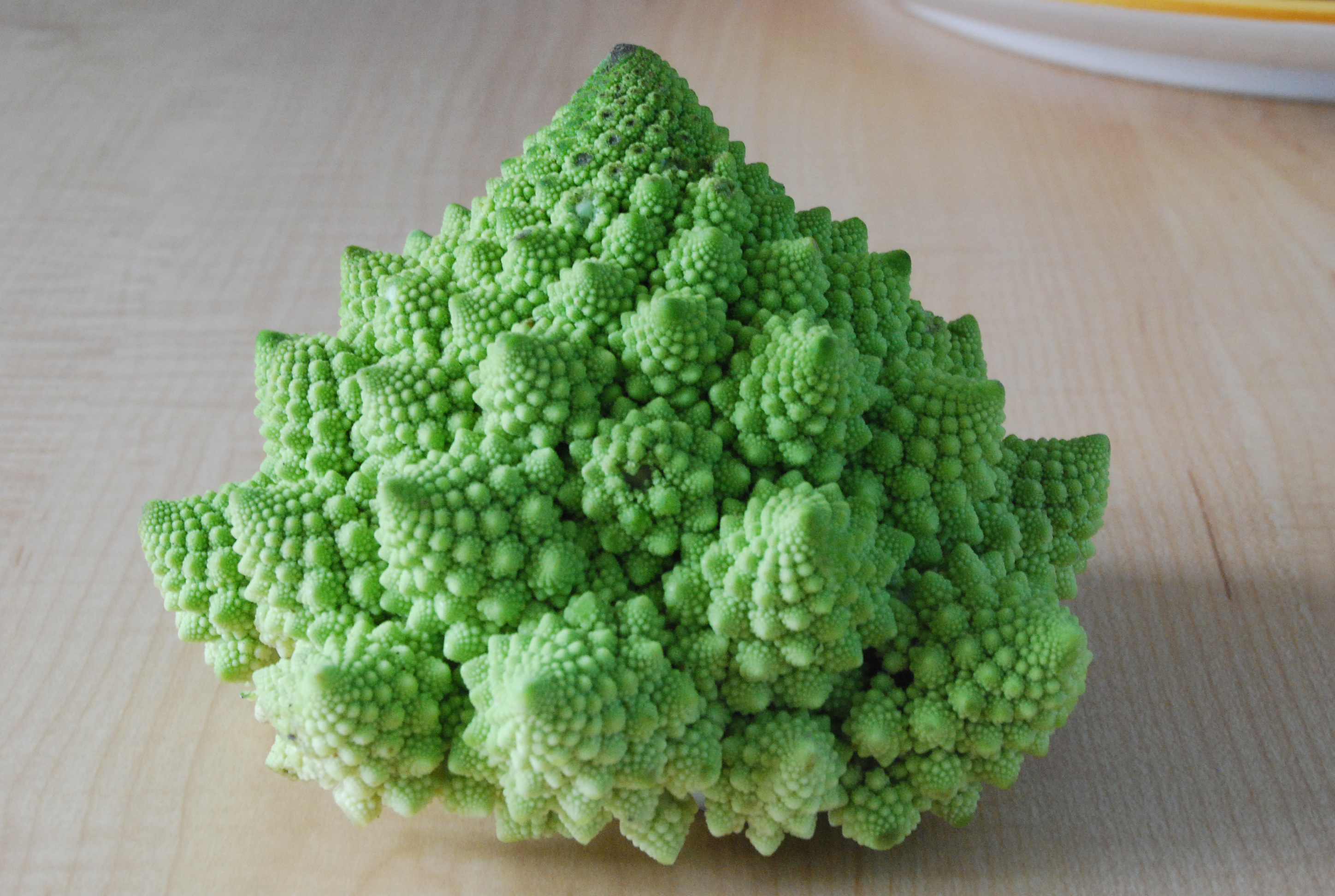
کلم رومی

فراکتال یا بَرخال (به انگلیسی: Fractal)، ساختاری هندسی است که با بزرگ کردن هر بخش از این ساختار به نسبت معین، همان ساختار نخستین به دست آید. به گفتاری دیگر فراکتال ساختاری است که هر بخش از آن با کل‌اش همانند است. فراکتال از دور و نزدیک یکسان دیده می‌شود. به این ویژگی خودهمانندی گویند. فراکتال‌ها یکی از ابزارهای مهم در گرافیک رایانه‌ای هستند و می‌توان استفاده‌های بسیاری از آن‌ها کرد

## نام‌گذاری
فرکتال fractal از واژه لاتین fractus یا fractum به معنی شکسته گرفت شده‌است که بیانگر یکی از شناسه‌های اصلی آن یعنی -بخش‌شدنی- است.
فرهنگستان زبان فارسی واژه برخال را تصویب کرده و همچنین برای واژه فرکتالی واژه برخالی را تصویب کرده‌است که از واژه برخ به معنی بخش و قسمت و پسوند -ال (مانند چنگال) تشکیل شده‌است و با واژه فراکتال هم‌معنی است.

## کشف
واژه فرکتال در سال ۱۹۷۶ توسط ریاضیدان فرانسوی بنوآ مندلبرو وارد دنیای ریاضی شد. ماندلبرو هنگامی که پیرامون طول سواحل انگلیس پژوهش می‌کرد، دریافت که هرگاه با مقیاس بزرگ این طول اندازه گرفته شود بیشتر از زمانی است که مقیاس کوچک‌تر باشد.

## ویژگی شکل فراکتالی
- با توجه به نحوه شکل‌گیری آن قابل پیش‌بینی است.
- فرگشت (تکامل) هم‌زمان دارد.
- دارای جایگزینی بهینه است.
- ریشه در قوانین ساده دارد.
- در شکل‌گیری گونه از تکرار بهره‌می‌جوید.
- سامانه‌ای تو در تو است.
- ریخت‌های اقلیدسی با استفاده از توابع ایستا ساخته می‌شوند ولی ریخت‌های فراکتال با فرایندهای پویا ساخته می‌شوند. فرایندهای پویا، فرایندهایی هستند که دارای حافظه می‌باشند و رفتار آن‌ها به گذشته بستگی دارد.
- دارای ویژگی خود همانندی است.
- هر فرایند تکراری و پویا باعث ایجاد ساختارهای پیچیده فراکتال نمی‌شود. سازوکار فرآوری چنین ساختارهای پویایی، آشوب است. در حقیقت، فراکتال نگاره‌ای ریاضی از آشوب است.

## هندسه فراکتالی
فراکتال از دید هندسی به چیزهایی می‌گویند که دارای این سه ویژگی باشد:
- دارای ویژگی خودهمانندی باشد یا به انگلیسی self-similar باشد.
- در مقیاس خرد بسیار پیچیده باشد.
- بعد آن یک عدد صحیح (مثلاً ۲) نباشد.

## محاسبه بُعد فراکتال‌ها
بعد خط یک، بعد صفحه دو و بعد فضا سه است. فراکتال‌ها برخلاف همهٔ این‌ها بعد صحیح ندارند. برای نمونه بعد یک فراکتال می‌تواند ۱٫۲ باشد که بدین چم از خط پیچیده‌تر و از صفحه سادتر است. بعد فراکتال‌ها از یک سری فرمول‌های لگاریتمی بدست می‌آیند.

## شکل فراکتال
سامانه ساختاری تکرار

پویانمایی از ساخته شدن یک فراکتال ساده

این سیستم که دارای علامت اختصاری IFS - Iterated Function System - است، سیستم تکرار را مطرح می‌کند که به نوعی پایهٔ هندسه فراکتالی است.
تکرار یکی از راه‌های ایجاد فرم در معماری است اما در فرکتال این فرم بایستی دارای مشخصات هندسی که در قسمت هندسه فراکتالی مطرح شد را دارا باشد.
به‌طور کلی این تکرار می‌تواند از کنار هم قرار گرفتن یک شیء بدست آید یا اینکه یک موضوع نسبت به موضوع دیگر و به‌طور متوالی کوچک شود.
خودهمانندی
شیئی را دارای خاصیت خود متشابهی می‌گوییم که هر گاه قسمت‌هایی از آن با یک مقیاس معلوم، یک نمونه از کل شیئی باشد. ساده‌ترین مثال برای یک شیئ خود متشابه در طبیعت گل کلم است که هر قطعهٔ کوچک گل کلم متشابه قطعه بزرگی از آن است.
همین‌طور درخت کاج یک شیئ خود متشابه است، چرا که هر یک از شاخه‌های آن خیلی شبیه یک درخت کاج است ولی در مقیاس بسیار کوچکتر. همچنین در مورد برگ سرخس نیز چنین خاصیتی وجود دارد.
رشته کوه‌ها، پشته‌های ابر، مسیر رودخانه‌ها و خطوط ساحلی نیز همگی مثال‌هایی از یک ساختمان خود متشابه هستند.
فراکتال شکل هندسی پیچیده‌است که دارای جزئیات مشابه در ساختار خود در مقیاس‌های متفاوت می‌باشد و بی نظمی در آن از دور و نزدیک به یک اندازه است.
جسم فراکتالی از دور و نزدیک یکسان دیده می‌شود؛ مثلاً وقتی به یک کوه نگاه می‌کنیم شکلی شبیه به یک مخروط می‌بینیم که روی آن مخروطهای کوچکتر و بی نظمی دیده می‌شود ولی وقتی نزدیک می‌شویم همین مخروط‌های کوچک شبیه کوه هستند یا شاخه‌های یک درخت شبیه خود درخت هستند. البته در طبیعت نمونه‌های اجسام فراکتال فراوان است مثلاً ابرها -رودها -سرخس‌ها و حتی گل کلم از اجسام فراکتال است؛ و اگر به ساخته‌های دست بشر هم نگاه کنیم تراشه‌های سیلیکان یا مثلث سرپینسکی نیز فراکتال هستند؛ و در معماری همیشه نباید نیاز بشر را هندسه اقلیدسی تأمین کند. گسترش شهرها نمونه آشکاری از فراکتال است.
فراکتال‌های طبیعی
این فرم‌ها که به صورت طبیعی وجود دارند دارای ساختاری خود متشابه هستند حتی در مقیاس میکروسکپی یک‌دانه برف دارای فرمی خود متشابه است.
فرم‌های مندلبرو
مجموعه‌های مندلبرو دارای پیچیدگی خاصی هستند. زمانی که یک فرم حالتی پیچیده پیدا می‌کند یا به عبارت دیگر به عناصر خرد تشکیل دهنده کل می‌رسد، فرم‌هایی بسیار پیچیده اما در عین حال منظمی را به ما می‌دهد که در اشکال زیر و نمونه‌های پیش‌فرض و آماده در فرکتال اکسپلورر گذاشته شده‌است.
فراکتال در مناظر طبیعی
این فرم‌ها همان‌طور که از اسم آن‌ها پیداست دارای فرمی طبیعی هستند (عدم دستبرد دست بشر). شاید بسیار در عکاسی معماری (برای عکس از یک سوژه) به یک منظره برخورد کرده باشید که در دوردست تپه‌ها و کوه‌ها دیده می‌شوند، بد نیست بدانید که خود این منظره دارای فرمی فرکتال با هندسه فرکتال قابل حل است.

## الگوهای رویش فراکتالی
ایده خود متشابه در اصل توسط لایب‌نیتس بسط داده شد. او حتی بسیاری از جزئیات را حل کرد. در سال ۱۸۷۲ کارل وایرشتراس مثالی از تابعی را پیدا کرد با ویژگی‌های غیر بصری که در همه جا پیوسته بود ولی در هر جا مشتق پذیر نبود. گراف این تابع اکنون فراکتال نامیده می‌شود. در سال ۱۹۰۴ هلگه فون کخ به همراه خلاصه‌ای از تعریف تحلیلی وایرشتراس، تعریف هندسی‌تری از تابع متشابه ارائه داد که حالا به برفدانه کخ معروف است. در سال ۱۹۱۵ واکلو سرپینسکی مثلثش را و سال بعد فرش‌اش (فراکتالی) را ساخت. ایده منحنی‌های خود متشابه توسط پاول پیر لوی مطرح شد او در مقاله اش در سال ۱۹۳۸ با عنوان «سطح یا منحنی‌های فضایی و سطوحی شامل بخش‌های متشابه نسبت به کل» منحنی فراکتالی جدیدی را توصیف کرد منحنی لوی c. گئورگ کانتور مثالی از زیر مجموعه‌های خط حقیقی با ویژگی‌های معمول ارائه داد. این مجموعه‌های کانتور اکنون به‌عنوان فراکتال شناخته می‌شوند. اواخر قرن نوزدهم و اوایل قرن بیستم توابع تکرار شونده در سطح پیچیده توسط هانری پوانکاره، فلیکس کلاین، پیر فاتو و گاستون جولیا شناخته شده بودند. با این وجود بدون کمک گرافیک رایانه‌ای آن‌ها نسبت به نمایش زیبایی بسیاری از اشیایی که کشف کرده بودند، فاقد معنی بودند. در سال ۱۹۶۰ بنوا مندلبرو تحقیقاتی را در شناخت خودهمانندی طی مقاله‌ای با عنوان «طول ساحل بریتانیا چقدر است؟ خود متشابه‌ای آماری و بعد کسری» آغاز کرد. این کارها بر اساس کارهای پیشین ریچاردسون استوار بود. در سال ۱۹۷۵ مندلبرو برای مشخص کردن شئی که بعد هاوسدورف-بیسکویچ آن بزرگ‌تر از بعد توپولوژیک آن است کلمه «فراکتال» (فراکتال) را ابداع کرد. او این تعریف ریاضی را از طریق شبیه‌سازی خاص رایانه‌ای تشریح کرد.
فراکتال‌ها از نظر روش مطالعه به فراکتال‌های جبری و بر خال‌های احتمالاتی تقسیم می‌شوند. از طرف دیگر فراکتال‌ها یا خودهمانند اند self similarity یا خودناهمگرد self affinity هستند. در خودهمانندی، شکل جزء شباهت محسوسی به شکل کل دارد. این جزء، در همه جهات به نسبت ثابتی رشد می‌کند و کل را به وجود می‌آورد. اما در خودناهمگردی شکل جزء در همه جهات به نسبت ثابتی رشد نمی‌کند؛ مثلاً در مورد رودخانه‌ها و حوضه‌های آبریز بعد فراکتالی طولی متفاوت از بعد فراکتالی عرضی است Vx = ۰. ۷۲–۰. ۷۴ و Vy = ۰. ۵۱–۰. ۵۲ (ساپوژنیکوف و فوفولا، ۱۹۹۳) از این‌رو شکل حوضه آبریز کشیده‌تر از زیر حوضه‌های درون حوضه‌ است. به خودهمانندی همسانگرد می‌گویند. به خود ناهمگردی ناهمسانگرد می‌گویند.

## طبقه‌بندی
فراکتال‌ها همچنین بر اساس خود-همانندی طبقه‌بندی می‌شوند. سه نوع خود همانندی وجود دارد:
- خود همانندی دقیق – این قوی‌ترین نوع خود همانندی است.

گسترش رو به رشد رویکرد تک‌فراکتالی (مونوفراکتالی) اخیر، داده‌ها را با مجموعه فراکتالی، به جای بعد منفرد فراکتالی توصیف می‌کند. این مجموعه طیف چندفراکتالی multifractal spectrum نامیده می‌شود و روش توصیف تغییرپذیری بر اساس طیف‌سنجی چندفراکتالی به آنالیز چندفراکتالی معروف است (فریش و پاریسی، ۱۹۸۵). روش چند فراکتالی به اندازه خودهمانندی آماری دلالت دارد که می‌تواند به صورت ترکیبی از مجموعه‌های به‌هم تنیده فراکتالی مطابق با نمای مقیاس‌گذاری نمایش داده شود. ترکیبی از همه مجموعه‌های فراکتالی طیف چند فراکتالی‌ای را ایجاد می‌کند که تغییرپذیری و ناهمگنی متغیر مورد مطالعه را مشخص می‌کند. مزیت رویکرد چند فراکتالی این است که پارامترهای چندفراکتالی می‌توانند مستقل از اندازه موضوع مورد مطالعه باشند.

## کاربردها
از فراکتال‌ها به منظور آسان‌سازی در کارهای وابسته به مدل‌سازی پیچیدگی در زمینه‌های گوناگون علمی و مهندسی استفاده می‌شود. از زمینه‌های مهم کاربردی گزینه‌های زیر را می‌توان برشمرد:
- گرافیک رایانه‌ای
- پردازش تصاویر
- نظریهٔ موجک‌ها
- تغییر شکل پلاستیک و شکست مواد

### رابطه فراکتال و معماری
انسان‌ها در روزگار قدیم در طبیعت می‌زیستند و مانند انسان دوره نوین، با طبیعت بیگانه نبودند، به این رو معماریشان با نظم طبیعت بود. آن‌ها به این فرنود که در طبیعت رشد می‌یافتند، ضمیر ناخودآگاهشان نیز با نظم طبیعت- یعنی با نظم فراکتال- رشد می‌یافت، در نتیجه ساخته‌هایشان نیز دارای نظم فراکتال می‌بود.
مطالعه هندسه باید به طراح کمک کند که به درک بهتری از جریان ریزگان (جزئیات) در پیرامون ما و جهان طبیعی دست یابد. ویژگی‌های فراکتالی یک آمیزه معماری در پیوستگی زنجیروار ریزگان است. این پیوستگی زنجیروار برای جذابیت معماری لازم است. هنگامی که تنومی (شخصی) به یک ساختمان نزدیک و سپس به آن وارد می‌شود همیشه باید مقیاس کوچکتر دیگری همراه با ریزگان جذاب وجود داشته باشد تا معنای کلی آمیزه را بیان کند که این یک ایده فراکتال است.

### فراکتال و هنر
در هنر دوران‌های مختلف ساختارها و گونه‌ها و حتی نقاشی‌های گوناگونی را از فراکتال می‌بینیم. در این زمینه به ذکر ۲ نمونه بسنده می‌کنیم.
- فراکتال یا فراکتال در هندسه معماری ایرانی-اسلامی، که بهترین نمونه‌های آن مقرنس‌های مسجد شاه اصفهان و طرح کاشی کاری زیر گنبد مسجد شیخ لطف‌الله در میدان نقش جهان اصفهان است.
- فراکتال در هنر آفریقا
- فراکتال را در آثار نقاشانی چون جکسون پولاک و لاری پونز. دانشمندان علوم اعصاب شناختی دریافته اند که فراکتال‌های جکسون پولاک همان واکنشی را در افراد ایجاد می‌کند که فراکتال‌های موجود در طبیعت و فراکتال‌های تولید شده توسط رایانه ایجاد می‌کند. فیزیکدانی به نام ریچارد تیلور، الگوهای فراکتالی کارهای جکسون پولاک را بررسی کرده‌است. تیلور نتیجه گرفت که ابعاد فراکتال نقاشی‌های قطره ای اولیه تیلور جکسون پولاک، با آنچه در طبیعت یافت می‌شود مطابقت دارد. به عنوان مثال، یک نقاشی وی، دارای ابعاد فراکتال ۱٫۴۵، شبیه بسیاری از خطوط ساحلی است. قطب‌های آبی، یکی از آخرین نقاشی‌های قطره ای جکسون پولاک که اکنون بیش از ۳۰ میلیون دلار ارزش دارد، در مدت شش ماه نقاشی شده‌است و دارای بالاترین ابعاد فراکتال از بین نقاشی‌های جکسون پولاک است که تیلور آزمایش کرده‌است: ۱٫۷۲.
- در سال ۱۸۲۰، کاتسوشیکا هوکوسای،[۷] هنرمند ژاپنی، اثر «موج عظیم کاناگاوا» را خلق کرد، جایی که موج بزرگ اقیانوس به موج‌های کوچکتر و کوچک‌تر، یعنی موج‌های مشابه خود، شکسته می‌شود.